# Панама на Олімпійських іграх
Панама дебютувала на літніх Олімпійських іграх 1928 року і з того часу брала участь у літніх Олімпіадах 16 разів. За цей час спортсмени країни завоювали три олімпійські медалі — одне золото та дві бронзи (усі з легкої атлетики), причому остання медаль була здобута через 60 років після двох попередніх.
Панама ніколи не брала участі у зимових Олімпійських іграх.
Національний Олімпійський комітет Панами було створено 1934 року, а визнано МОК у 1947.

## Список медалістів
| Медаль | Ім'я            | Ігри         | Вид спорту     | Дисципліна                  |
| ------ | --------------- | ------------ | -------------- | --------------------------- |
| Бронза | Ллойд ЛаБіч     | 1948, Лондон | Легка атлетика | 100 м, чоловіки             |
| Бронза | Ллойд ЛаБіч     | 1948, Лондон | Легка атлетика | 200 м, чоловіки             |
| Золото | Ірвінґ Саладіно | 2008, Пекін  | Легка атлетика | Стрибок у довжину, чоловіки |

## Олімпійська медальна таблиця
| Ігри | Спортсмени за видом спорту | Спортсмени за видом спорту | Спортсмени за видом спорту | Спортсмени за видом спорту | Спортсмени за видом спорту | Спортсмени за видом спорту | Спортсмени за видом спорту | Медалі          | Медалі          | Медалі          |                 |
| Ігри | Легка атлетика             | Важка атлетика             | Басктбол                   | Боротьба                   | Бокс                       | Дзюдо                      | Плавання                   |                 |                 |                 |                 |
| ---- | -------------------------- | -------------------------- | -------------------------- | -------------------------- | -------------------------- | -------------------------- | -------------------------- | --------------- | --------------- | --------------- | --------------- |
| 1928 | 2                          | —                          | —                          | —                          | —                          | —                          | -                          | 0               | 0               | 0               |                 |
| 1932 | не брала участі            | не брала участі            | не брала участі            | не брала участі            | не брала участі            | не брала участі            | не брала участі            | не брала участі | не брала участі | не брала участі | не брала участі |
| 1936 | не брала участі            | не брала участі            | не брала участі            | не брала участі            | не брала участі            | не брала участі            | не брала участі            | не брала участі | не брала участі | не брала участі | не брала участі |
| 1948 | 1                          | —                          | —                          | —                          | —                          | —                          | -                          | 0               | 0               | 2               |                 |
| 1952 | 1                          | —                          | —                          | —                          | —                          | —                          | -                          | 0               | 0               | 0               |                 |
| 1956 | не брала участі            | не брала участі            | не брала участі            | не брала участі            | не брала участі            | не брала участі            | не брала участі            | не брала участі | не брала участі | не брала участі | не брала участі |
| 1960 | 1                          | —                          | —                          | —                          | —                          | —                          | -                          | 0               | 0               | 0               |                 |
| 1964 | 1                          | —                          | —                          | -                          | —                          | —                          | -                          | 0               | 0               | 0               |                 |
| 1968 | —                          | 2                          | 12                         | 2                          | —                          | —                          | -                          | 0               | 0               | 0               |                 |
| 1972 | —                          | —                          | —                          | —                          | —                          | —                          | -                          | 0               | 0               | 0               |                 |
| 1976 | 1                          | 2                          | —                          | 2                          | —                          | 1                          | 3                          | 0               | 0               | 0               |                 |
| 1980 | не брала участі            | не брала участі            | не брала участі            | не брала участі            | не брала участі            | не брала участі            | не брала участі            | не брала участі | не брала участі | не брала участі | не брала участі |
| 1984 | 2                          | 2                          | —                          | 2                          | —                          | —                          | 1                          | 0               | 0               | 0               |                 |
| 1988 | —                          | —                          | —                          | -                          | —                          | —                          | 1                          | 0               | 0               | 0               |                 |
| 1992 | 1                          | —                          | —                          | —                          | —                          | —                          | 1                          | 0               | 0               | 0               |                 |
| 1996 | 1                          | —                          | —                          | —                          | —                          | —                          | 2                          | 0               | 0               | 0               |                 |
| 2000 | 1                          | 1                          | —                          | —                          | —                          | —                          | 2                          | 0               | 0               | 0               |                 |
| 2004 | 2                          | —                          | —                          | —                          | —                          | —                          | 2                          | 0               | 0               | 0               |                 |
| 2008 | 2                          | —                          | —                          | —                          | —                          | —                          | 2                          | 1               | 0               | 0               |                 |
| 2012 | 3                          | —                          | —                          | —                          | 1                          | 1                          | 2                          | 0               | 0               | 0               |                 |